# Гріміальні
Гріміальні (Grimmiales) — порядок мохів підкласу Dicranidae. Він складається з чотирьох родин: Grimmiaceae, Ptychomitriaceae, Seligeriaceae і Saelaniaceae.